# Haigh
Haigh är en ort och civil parish i Storbritannien.   Den ligger i distriktet Wigan i Greater Manchester i riksdelen England, i den centrala delen av landet, 280 km nordväst om huvudstaden London. Haigh ligger 110 meter över havet och antalet invånare är 594.
Terrängen runt Haigh är platt åt sydväst, men åt nordost är den kuperad. Runt Haigh är det mycket tätbefolkat, med 1 754 invånare per kvadratkilometer. Närmaste större samhälle är Preston, 19,8 km norr om Haigh. Trakten runt Haigh består i huvudsak av gräsmarker.